# بخش شهردار لوئیس خورخه فونتانا
بخش شهردار لوئیس خورخه فونتانا (به اسپانیایی: Departamento Mayor Luis Jorge Fontana) یک منطقهٔ مسکونی در آرژانتین است که در استان چاکو واقع شده‌است. بخش شهردار لوئیس خورخه فونتانا ۵۳٬۵۵۰ نفر جمعیت دارد.